# Calviac
Pour les articles homonymes, voir Calviac (homonymie).
Ne doit pas être confondu avec Calvignac.
Calviac est une ancienne commune française située dans le département du Lot, en région Occitanie, devenue, le 1er janvier 2016, une commune déléguée de la commune nouvelle de Sousceyrac-en-Quercy.

## Géographie

### Localisation
Calviac est situé dans le Quercy.

### Communes limitrophes
La commune était limitrophe du département du Cantal.
| Comiac (Sousceyrac-en-Quercy)     | Lamativie (Sousceyrac-en-Quercy) |                      |
|                                   | Calviac                          | Siran (Cantal)       |
| Sousceyrac (Sousceyrac-en-Quercy) |                                  | Saint-Saury (Cantal) |

## Toponymie
Le toponyme Calviac est basé sur l'anthroponyme gallo-romain Calvius issu de Calvus. La terminaison -ac est issue du suffixe gaulois -acon (lui-même du celtique commun *-āko-), souvent latinisé en -acum dans les textes. Ce toponyme Calviacum se retrouve dans Calviacum fundum qui signifiait : le domaine de Calvius.

## Histoire
- La commune absorbe entre 1790-1794 celle de Pontverny[5].

## Politique et administration
| Période       | Période       | Identité             | Étiquette | Qualité |
| ------------- | ------------- | -------------------- | --------- | ------- |
| 1799          | 1800          | Baptiste Dilhac      |           |         |
| 1800          | 1816          | Pierre Dumas         |           |         |
| 1816          | 1826          | Jean Landes          |           |         |
| 1826          | 1830          | Henri Dilhac         |           |         |
| 1830          | 1831          | Jean Landes          |           |         |
| 1832          | 1860          | Jean Baptiste Dilhac |           |         |
| 1860          | 1883          | Jean Baptiste Dumas  |           |         |
| 1883          | 1888          | Jean Asfaux          |           |         |
| 1888          | 1905          | Auguste Dumas        |           |         |
| 1905          | 1911          | Jean-Baptiste Dilhac |           |         |
| 1911          | avril 1912    | Léopold Marc Noygues |           |         |
| avril 1912    | décembre 1919 | Jean Courdier        |           |         |
| décembre 1919 |               | Alexandre Canet      |           |         |
|               | 1935          | Henri Dumas          |           |         |
| 1935          | 1951          | Dilhac               |           |         |
| 1951          |               | Maurice Dumas        |           |         |
| 1989          | novembre 2005 | René Mazet           |           |         |
| novembre 2005 | décembre 2015 | Gérard Lafage        |           |         |

## Population et société

### Démographie
L'évolution du nombre d'habitants est connue à travers les recensements de la population effectués dans la commune depuis 1793. À partir du 1er janvier 2009, les populations légales des communes sont publiées annuellement dans le cadre d'un recensement qui repose désormais sur une collecte d'information annuelle, concernant successivement tous les territoires communaux au cours d'une période de cinq ans. 
Pour les communes de moins de 10 000 habitants, une enquête de recensement portant sur toute la population est réalisée tous les cinq ans, les populations légales des années intermédiaires étant quant à elles estimées par interpolation ou extrapolation. Pour la commune, le premier recensement exhaustif entrant dans le cadre du nouveau dispositif a été réalisé en 2007,.
En 2013, la commune comptait 145 habitants, en évolution de −18,08 % par rapport à 2008 (Lot : +0,05 %, France hors Mayotte : +2,49 %).
| 1793 | 1800 | 1806 | 1821 | 1831 | 1836 | 1841 | 1846 | 1851 |
| ---- | ---- | ---- | ---- | ---- | ---- | ---- | ---- | ---- |
| 689  | 531  | 658  | 645  | 867  | 672  | 658  | 672  | 653  |

| 1856 | 1861 | 1866 | 1872 | 1876 | 1881 | 1886 | 1891 | 1896 |
| ---- | ---- | ---- | ---- | ---- | ---- | ---- | ---- | ---- |
| 641  | 649  | 626  | 633  | 647  | 656  | 691  | 585  | 563  |

| 1901 | 1906 | 1911 | 1921 | 1926 | 1931 | 1936 | 1946 | 1954 |
| ---- | ---- | ---- | ---- | ---- | ---- | ---- | ---- | ---- |
| 556  | 532  | 512  | 487  | 461  | 475  | 450  | 428  | 399  |

| 1962 | 1968 | 1975 | 1982 | 1990 | 1999 | 2007 | 2012 | 2013 |
| ---- | ---- | ---- | ---- | ---- | ---- | ---- | ---- | ---- |
| 404  | 372  | 321  | 293  | 230  | 202  | 175  | 149  | 145  |

## Culture locale et patrimoine

### Lieux et monuments

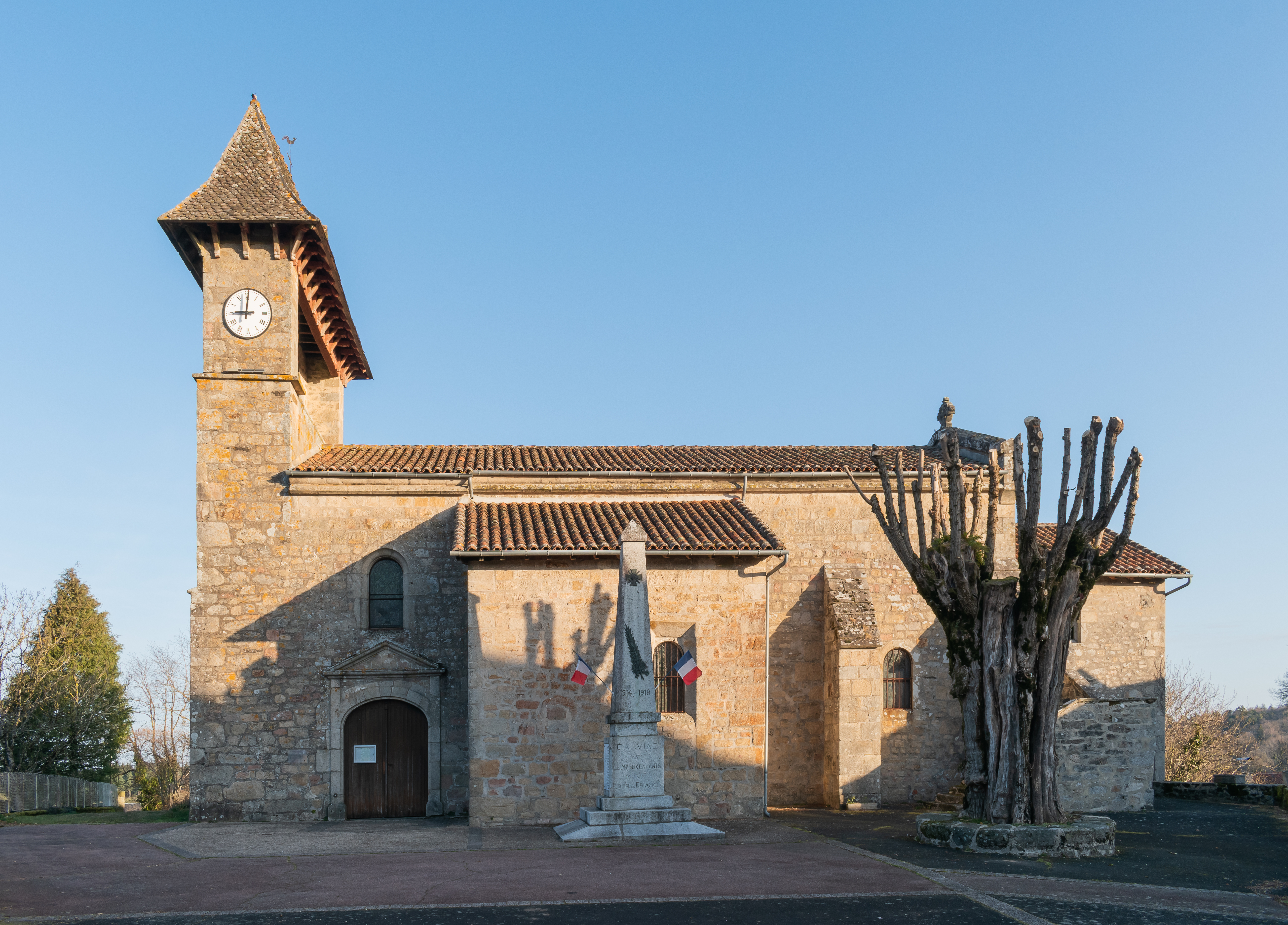
Église Saint-Étienne de Calviac

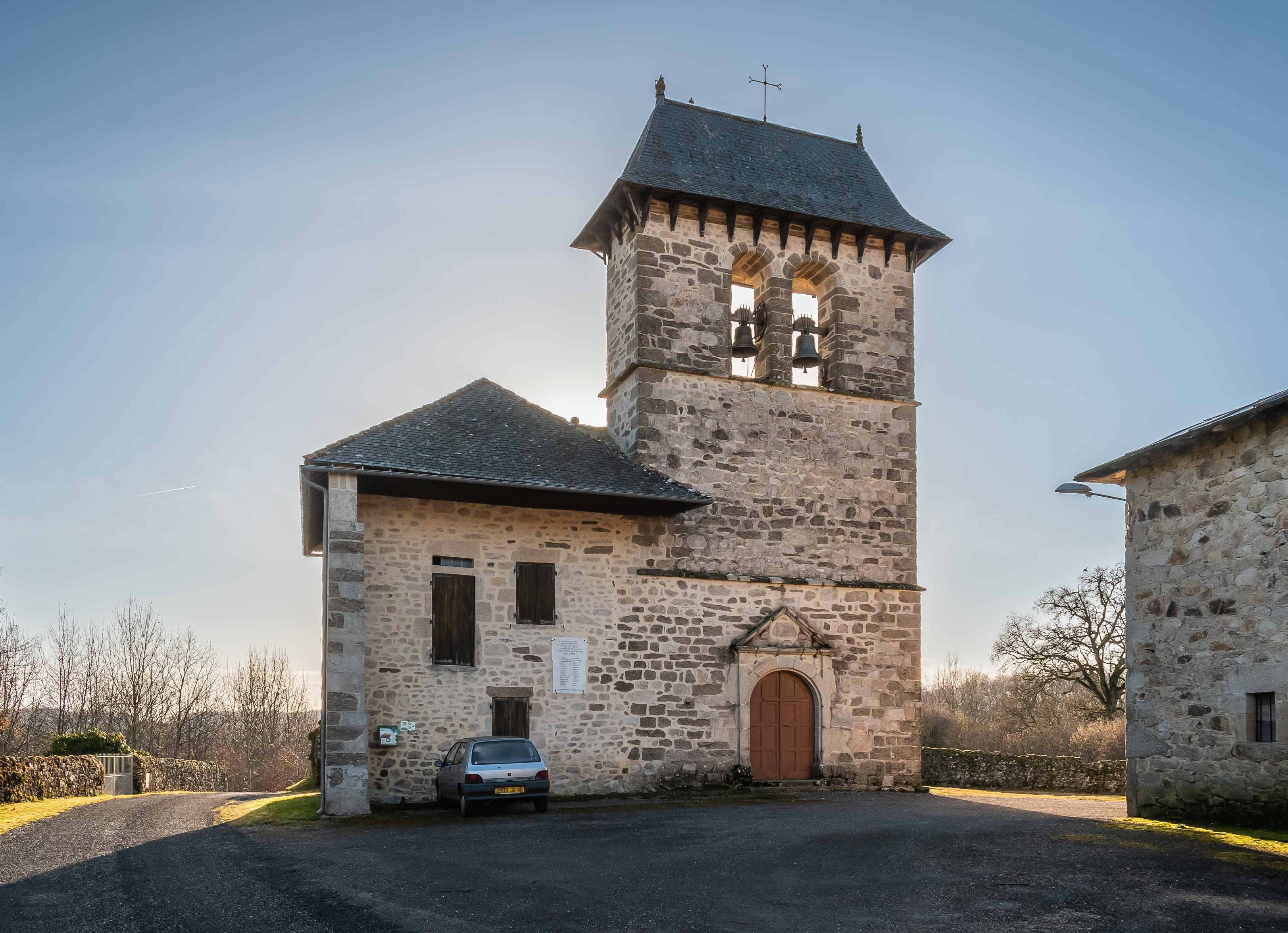
Église Sainte-Luce du hameau de Pontverny

- L'église Saint-Étienne qui date globalement du XIIe siècle.
- L'église Sainte-Luce de Pontverny qui date du XIIIe siècle.
- Le hameau de Pontverny, dans son jus, est tres typique du Ségala lotois.
- Le manoir d'Espalieu.
- Le manoir de Couderc.
- Le château de Lafargue.
- Le site médiéval de la Tour de Vayrac.